# Nordic Mobile Telephone
NMT (Nordisk MobilTelefoni nebo Nordiska MobilTelefoni-gruppen, anglicky Nordic Mobile Telephony) byl první plně automatický systém mobilní telefonie. Využíval analogovou technologii označovanou jako první generace (1G) v pásmu 450 MHz (NMT-450). Pro zvýšení kapacity začalo být v roce 1986 v některých zemích používáno i pásmo 900 MHz (NMT-900). Sloužil pouze na  hlasové hovory a některé jednoduché služby, jako je přesměrování hovorů. Jednalo se o analogovou síť, která využívala modulaci pro přenos hlasu jako spojitého signálu. Data jsou přenášena bez digitálního zpracování, což znamená větší náchylnost k rušení a zhoršení kvality signálu.

## Historie

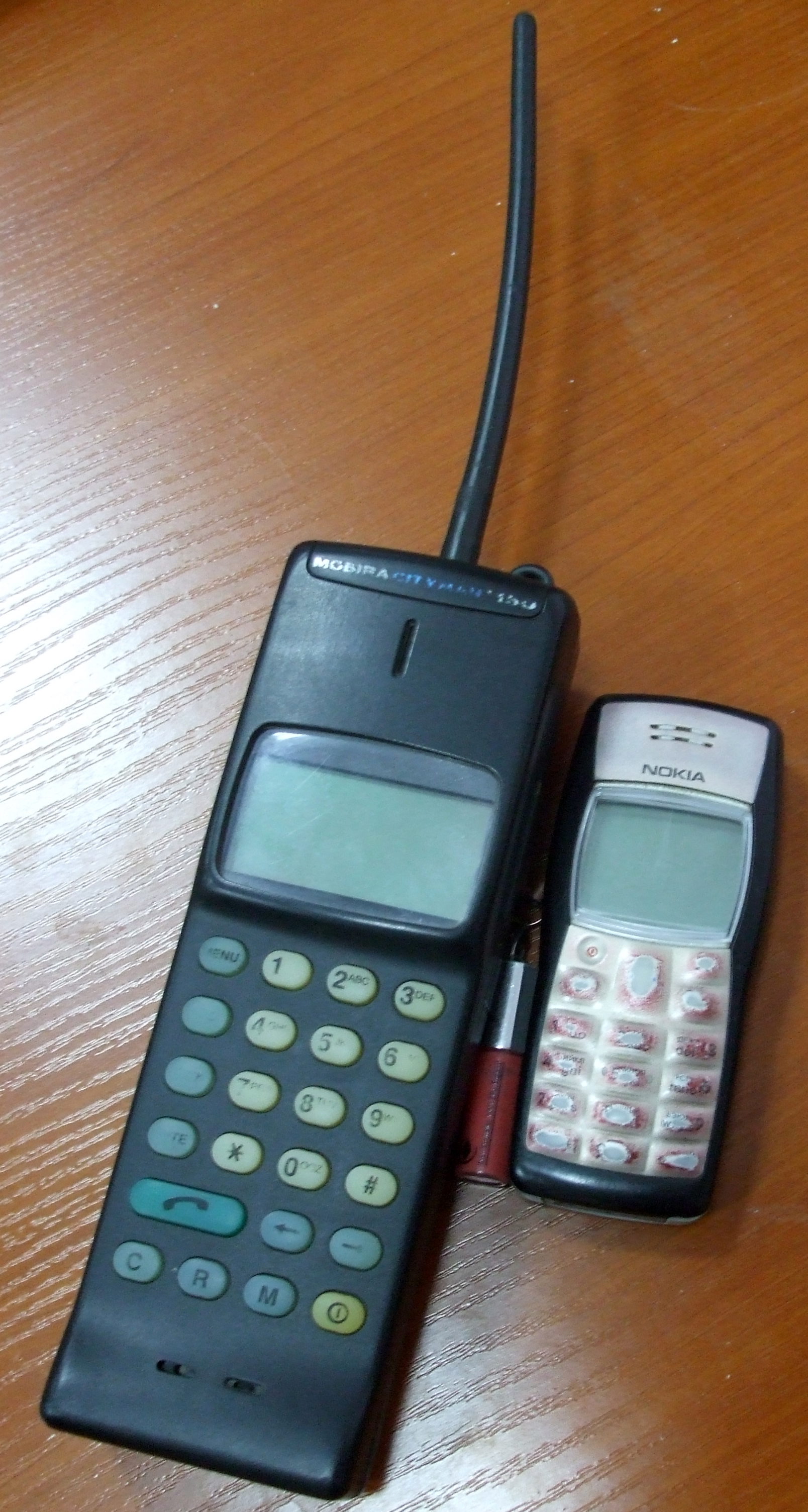
Porovnání telefonu Mobira Cityman 150 pro pásmo NMT-900 z roku 1989 (vlevo) a telefonu Nokia 1100 z roku 2003.

Systém NMT navržen v 70. letech 20. století telefonními společnosti Norska, Švédska, Finska a Dánska. Technické principy byly definovány v roce 1973, specifikace pro základnové stanice v roce 1977. Díky tomu, že tyto specifikace byly volně a bezplatně k dispozici, mohlo zařízení pro NMT vyvíjet mnoho firem, což se příznivě odrazilo na poklesu cen. Úspěch NMT podpořil růst firem jako Nokia (dříve Mobira) a Ericsson. Původní NMT telefony byly spíše přenosné než mobilní v dnešním slova smyslu. Většina byla navržena jako telefony do aut. Teprve pozdější modely (např. firmy Benefon) měly velikost okolo 10 centimetrů a váhu přibližně 100 gramů.
První komerční síť NMT s 1200 uživateli byla uvedena do provozu 1. září 1981 v Saúdské Arábii, v říjnu 1981 následovalo Švédsko a Norsko, v roce 1982 Dánsko a Finsko a v roce 1986 Island. V severských státech nahradilo NMT přetížené a obtížně použitelné sítě Autoradiopuhelin (ARP – v pásmu 150 MHz ve Finsku) a MTD a OLT (v pásmu 450 MHz ve Švédsku, Norsku a Dánsku). Do roku 1985 měly sítě NMT ve Skandinávii 110 tisíc účastníků z toho jenom Norsku 63 tisíc, což byla největší mobilní síť té doby.
Mobilní sítě NMT byly provozovány ve Švýcarsku, Nizozemsku, Slovinsku, Chorvatsku, Bosně a Hercegovině, v Česku (zde provozovala tuto síť společnost Eurotel v letech 1991–2006), na Slovensku, v Polsku, v pobaltských státech, Rusku, na Středním východě a v dalších asijských zemích.
Nástup GSM a dalších mobilních sítí 2. generace způsobil pokles zájmu o NMT a postupné ukončování jejich provozu. Finská NMT síť TeliaSonera ukončila provoz na konci roku 2002, v Norsku byl provoz poslední NMT sítě ukončen koncem roku 2004. V ČR skončila síť Eurotelu začátkem července 2006, švédská TeliaSonera koncem roku 2007, ruská Uralwestcom 1. září 2006 a Sibirtelecom 10. ledna 2008.
Na Islandu GSM síť pokrývala relativně malé území, na kterém však žilo 98 % obyvatelstva a NMT bylo oblíbené mezi rybáři, turisty a obyvateli pustin pro svůj velký dosah v pásmu 450 MHz, který umožňoval pokrytí rozlehlých a řídce osídlených území včetně pobřežních vod. Provoz NMT sítě Síminn na Islandu byl však stejně ukončen dne 1. září 2010.
Ve většině zemí, které provozovaly NMT-450, je uvolněné pásmo používáno pro provozování datové mobilní sítě (obvykle s technologií CDMA2000) jako v ČR.

## Technologie
Velikost buňky v síti NMT je od 2 do 30 km. Menší buňky (používané ve městech) umožňují větší počet současných hovorů na stejné ploše.
NMT používá plně duplexní provoz, což znamená, že během hovoru mobilní telefon vysílá a přijímá současně. Automobilové telefony mají výkon až 15 (NMT-450) nebo 6 wattů (NMT-900), ruční stanice do 1 wattu. Výhodou NMT oproti starším systémům je od počátku podpora automatického přepínání mezi základnovými stanicemi včetně přepínání během hovoru (handover), podpora pro mezinárodní roaming a specifikace účtování přímo ve standardu.
Závažnou nevýhodou bylo, že původní specifikace neumožňovala šifrovanou komunikaci, což spolu s analogovým přenosem znamenalo, že hovory může snadno odposlouchávat kdokoli, kdo má přijímač pro příslušné pásmo. To vedlo k vypouštění NMT pásem z rozsahu komunikačních přijímačů, což samozřejmě není příliš účinná obrana. Pozdější verze NMT standardu umožňovaly volitelné analogové utajení založené na dvoupásmové inverzi zvukových kmitočtů – NMT Doc 450-1: System Description (1999-03-23) a NMT Doc 450-3 and 900-3: Technical Specification for the Mobile Station (1995-10-04)'s Annex 26 v.1.1: Mobile Station with Speech Scrambling -
Split Inversion Method (Optional) (1998-01-27). Utajení lze použít, pokud je podporují mobilní telefony obou účastníků nebo aspoň jeden mobilní telefon a základnová stanice.
NMT umožňuje i jednoduchý ale robustní režim přenosu dat nazývaný DMS (Data and Messaging Service) nebo NMT-Text, který pro přenos dat používá signalizační kanál. Pomocí DMS lze přenášet i textové zprávy. Tato možnost byla v NMT dostupná dříve než v GSM, ale její použití bylo možné pouze v několika málo sítích např. v Rusku a Polsku. Jinou metodou přenosu dat bylo NMT Mobidigi pracující rychlostí 380 bit/s. Vyžadovalo však externí zařízení.
Pro signalizaci se v NMT používá hovorový kanál, což se například při handoveru projeví charakteristickým zvukem. Signalizace používá modulaci FFSK (Fast Frequency Shift Keying), datová rychlost je 600 až 1200 bitů/s.